# Kogalim
Kogalim (en rus: Когалым) és una ciutat de Rússia, del Districte Autònom Khanti-Mansi — Iugrà. La població és, segons el cens rus de 2021, de 61.441 habitants. Kogalim es troba a la riba del riu Inguiagun, i es troba a la plana de Sibèria occidental, a 120 km al nord-est de Surgut, a 320 km al nord-est de Khanti-Mansisk i a 2.199 km al nord-est de Moscou.

## Història
Kogalim fou fundada el 1975 a causa del desenvolupament dels camps petroliers de la regió. Rebé l'estatus de ciutat el 15 d'agost de 1985.